# Instituto Nacional de Meteorologia
O Instituto Nacional de Meteorologia do Brasil (INMET) é um órgão federal da administração direta do Ministério da Agricultura e Pecuária (MAP), criado em 1909 com a missão de prover informações meteorológicas através de monitoramento, análise e previsão do tempo e clima, concorrendo com processos de pesquisa aplicada para prover informações adequadas em situações diversas — como no caso de desastres naturais como inundações e secas extremas — que afetam, limitam ou interferem nas atividades cotidianas da sociedade brasileira.

## Atuação

### Modelos de previsão numérica
Em 2012 o INMET atualizou suas ferramentas, tendo como sua linha principal de previsão numérica o Modelo Brasileiro de Alta Resolução (MBAR) com resolução horizontal de 10 km e o modelo Consortium for Small-scale Modeling (COSMO) 7 km, ambos cobrindo todo o território nacional e a maior parte do território da América do Sul, e o modelo COSMO 2,8 km cobrindo a região Sul do país, que engloba os estados de Rio Grande do Sul, Paraná e Santa Catarina. O produto MBAR 10 km é executado diariamente a cada seis horas, nos horários 00Z, 06Z, 12Z e 18Z, com previsão para até cinco dias. O COSMO 7 km é executado duas vezes ao dia, nos horários 00Z e 12Z, com previsão para até três dias. O COSMO 2,8 km é executado duas vezes ao dia, nos horários 00Z e 12Z, com previsão para até 24 horas.

### Alertas públicos (Alert-AS)

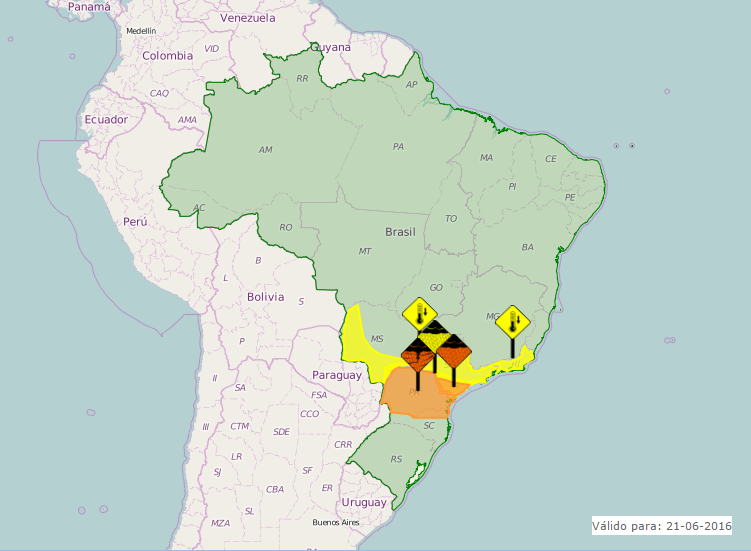
Mapa contendo os avisos ativos no território nacional

Com a finalidade de alertar a população sobre possíveis eventos meteorológicos severos, foi criado o sistema Alert-AS. A plataforma serve para que o time de meteorologistas do INMET possa elaborar o aviso meteorológico, como também difundir a informação através da rede de computadores. Atualmente o sistema usa o formato XML - Common Alerting Protocol (CAP), que além de ter sido escolhido pela Organização Meteorológica Mundial (OMM), os alertas são difundidos por diferentes meios, como o Google, através de sua plataforma Google Avisos Públicos, e smartphones através de aplicativos leitores de feeds RSS.

#### Instruções ao público
Além de alertar ao público sobre os eventos que possam vir a causar impactos no que tange a segurança pública, as informações dos avisos também instruem a população sobre o que pode ocorrer em consequência de tais condições adversas. Faz-se necessário também conduzir o cidadão para as medidas que devem ser tomadas diante de algum evento severo.

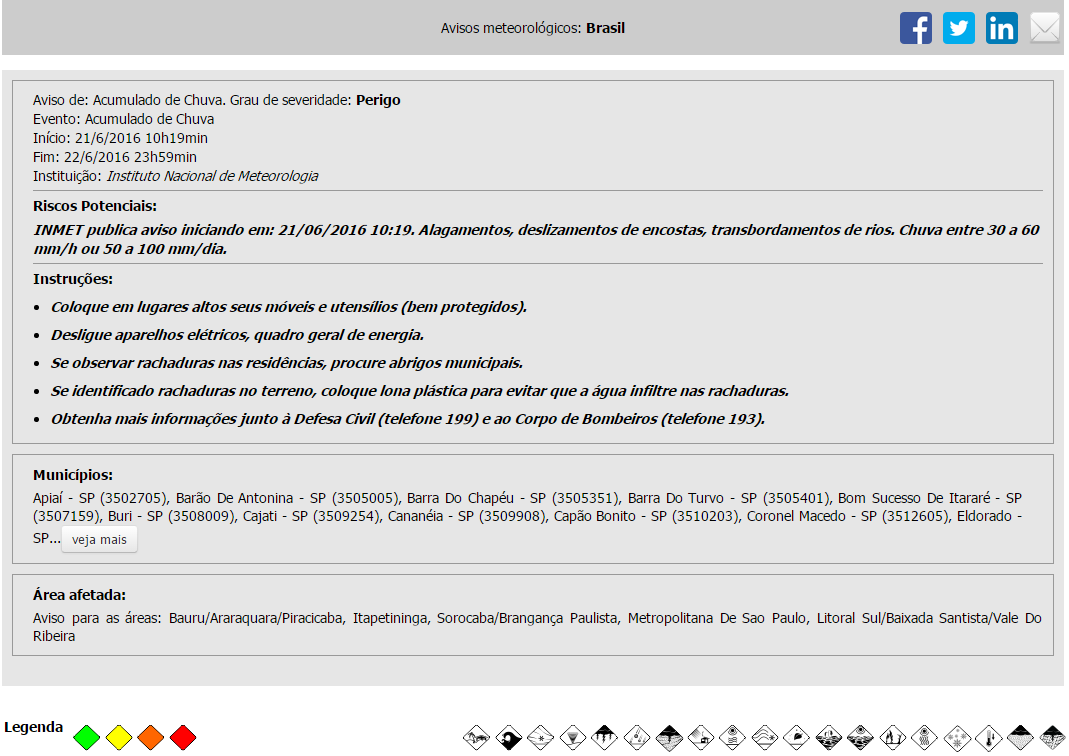
Descrição do aviso ativo no Brasil.

#### Classificação
| Cor | Tipo             | Descrição |
| --- | ---------------- | --- |
|     | Nada Previsto    | Situação meteorológica que não inspira cuidado/atenção. |
|     | Perigo Potencial | Situação meteorológica potencialmente perigosa. Cuidado na prática de atividades sujeitas a riscos de caráter meteorológico. Mantenha-se informado sobre as condições meteorológicas previstas e não corra risco desnecessário. |
|     | Perigo           | Situação meteorológica perigosa. Mantenha-se muito vigilante e informe-se regularmente sobre as condições meteorológicas previstas. Inteire-se sobre os riscos que possam ser inevitáveis. Siga os conselhos das autoridades. |
|     | Grande Perigo    | Situação meteorológica de grande perigo. Estão previstos fenômenos meteorológicos de intensidade excepcional. Grande probabilidade de ocorrência de grandes danos e acidentes, com riscos para a integridade física ou mesmo à vida humana. Mantenha-se informado sobre as condições meteorológicas previstas e os possíveis riscos. Siga as instruções e conselhos das autoridades em todas as circunstâncias e prepare-se para medidas de emergência. |

## Estrutura

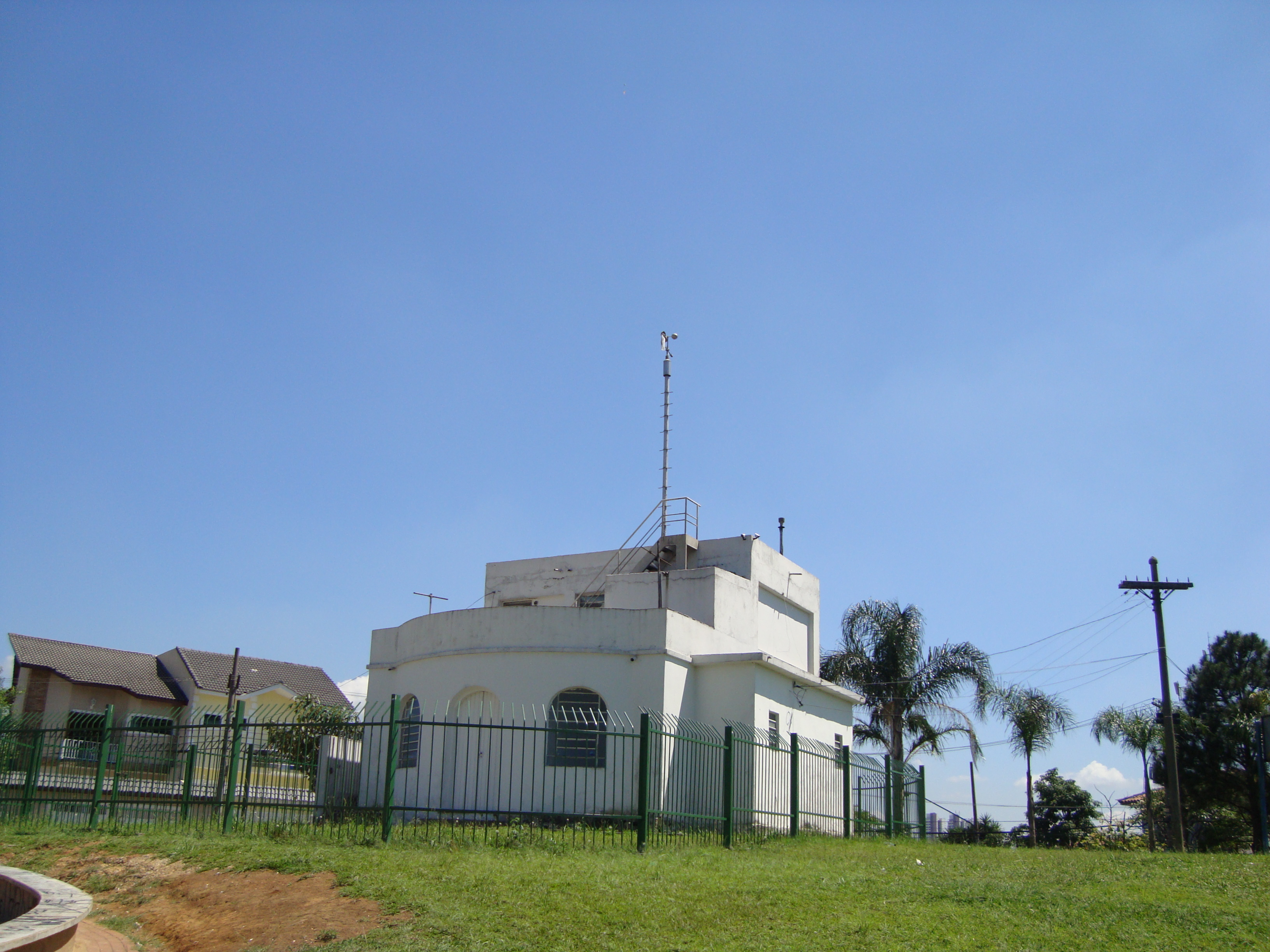
Vista do Mirante de Santana, principal estação meteorológica do INMET na cidade de São Paulo.

O Instituto Nacional de Meteorologia possui a seguinte estrutura para o desempenho de suas funções:
- Diretor do INMET
- Assistente do Diretor
- Assistente Técnico do Diretor
- Coordenação-Geral de Meteorologia Aplicada, Desenvolvimento e Pesquisa
- Coordenação-Geral de Modelagem Numérica
- Coordenação-Geral de Sistemas de Comunicação e Informação
- Coordenação-Geral de Apoio Operacional

Além dessa estrutura geral, o INMET conta com dez Distritos de Meteorologia (DISME), que têm a função de coordenar as ações de monitoramento dos dados climáticos pelas diversas regiões do Brasil (instalação de redes de observação, monitoramento de dados meteorológicos e inserção de dados no sistema, manutenção dos dados meteorológicos, elaborar e divulgar previsões do tempo e alertas meteorológicos, administração e gestão interna).